# Страхиња Крстевски
Страхиња Крстевски (Нови Сад, 8. јуна 1997) македонски је фудбалер.

## Каријера

### Војводина
Као рођени Новосађанин, Крстевски је фудбалом почео да се бави у локалној школи фудбала Ајакс са седам година старости. Две године касније прешао је у академију Војводине. Као члан млађих категорија тог клуба, Крстевски је одиграо више од 150 утакмица и постигао преко 100 погодака у периоду од 2006, када је почео да тренира, до 2016. године и навршетка омладинског стажа. Исте године матурирао је на спортском одељењу Гимназије „Јован Јовановић Змај“. У међувремену, Крстевски је проглашаван најбољим стрелцем на Скопље купу 2014, Инсел турниру у Немачкој, те Кока-кола турниру на Тајланду, где је наступао за тамошњи Буринам јунајтед као уступљени играч Војводине. Крстевски је прилику да дебитује за први тим Војводине добио на пријатељској утакмици против Хајдука у Бешки, 20. априла 2016. Нешто касније, у јуну те године, Крстевски је потписао трогодишњи професионални уговор и заједно са саиграчима Владимиром Ковачевићем и Шалетом Кордићем представљен на конференцији за штампу. Са првим тимом Војводине, код тренера Ненада Лалатовића, прошао је припреме пред почетак квалификација за Лигу Европе. Нешто касније, истог лета, споразумно је раскинуо уговор са матичним клубом, а затим прешао у локални Пролетер.

### Пролетер Нови Сад
Почетком августа 2016, Крстевски је потписао једногодишњи уговор са Пролетером из Новог Сада. Крстевски је свој први званични наступ у сениорској конкуренцији забележио на отварању сезоне 2016/17. у Првој лиги Србије, против Динама у Врању и том приликом постигао једини погодак за своју екипу на утакмици која је завршена резултатом 1:1. Одмах затим, у другом колу тог такмичења, Крстевски је постигао оба поготка за Пролетер у победи над Бежанијом 2:1, те је изабран за играча кола према оцени Спортског журнала. Крстевски је, потом, 21. септембра исте године уписао свој први наступ у Купу Србије, на утакмици шеснаестине финала против ивањичког Јавора. Након повреде и опоравка од исте, Крстевски није погађао мрежу противника све до последње такмичарске утакмице те календарске године, када је дао гол у победи од 2:1 над екипом Јагодине у последњем колу јесењег дела такмичења. Тиме је постао најбољи стрелац Пролетера у првом делу сезоне. Током зимске паузе, Крстевски је тренирао са екипом Војводине код тренера Драгана Ивановића, док се касније вратио у састав Пролетера. У наставку сезоне, Крстевски је постигао још два поготка, оба у победи над Колубаром 4:1 у 23. колу Прве лиге.
Лета 2017. године, након истека уговора са Пролетером, Крстевски је напустио клуб, а нешто касније најављен је као појачање Крупе. Услед нереализованог ангажмана у том клубу, Крстевски се пред крај летњег прелазног рока преселио у Борац из Шајкаша, по споразуму о уступању до краја календарске године, у својству играча аматера. Услед запажених игара за тај клуб у Војвођанској лиги Југ, Крстевски се почетком 2018. вратио у такмичарски погон новосадског Пролетера, за други део сезоне 2017/18. у Првој лиги Србије. Крстевски је у наставку сезоне најчешће имао улогу резервисте код тренера Ненада Ванића, а свој први погодак за клуб те такмичарске сезоне постигао је у победи од 3:0 над врањским Динамом у 21. колу. Постигавши погодак у победи од 3:1 против Радничког у Крагујевцу, Крстевски је допринео пласману клуба у Суперлигу Србије, два кола пре краја такмичења. Пролетер је у наредном колу потврдио прву позицију на табели, чиме такмичење у Првој лиги Србије за сезону 2017/18. окончао као победник. Свој дебитантски наступ у највишем степену фудбалског такмичења у Србији, Суперлиги, Крстевски је уписао на отварању такмичарске 2018/19, против Радничког у Нишу. Он је тој утакмици у игру ушао уместо Николе Илића у 80. минуту, док је у 87. постигао једини погодак за свој тим у поразу од домаће екипе на Чаиру резултатом 3:1. Крстевски је, потом, као резервиста у игру ушао у 6. колу такмичења, у другом полувремену утакмице против Војводине, која је завршена минималним поразом Пролетера, који је ту утакмицу одиграо као номинални домаћин на Карађорђу. Последњег дана прелазног рока, 31. августа 2018, Крстевски је подигао исписницу и клуб напустио као слободан играч. На 32 лигашке утакмице, колико је одиграо у дресу Пролетера, Крстевски је постигао укупно 9 погодака.

### Локомотива Софија
Почетком септембра 2018, Крстевски је приступио Локомотиви из Софије, члану Другој лиги Бугарске. Након пријатељске утакмице против Славије, на којој је наступио у првом полувремену, Крстевски је за екипу Локомотиве званично дебитовао 15. септембра, против Арде Крџали, у оквиру 7. такмичарске недеље, када је на терену провео 65 минута, након чега је замењен. Свој први погодак за екипу Локомотиве, Крстевски је постигао десет дана касније, за минималну победу над Добруџом на утакмици шеснаестине финала Купа Бугарске и пролаз у следећу фазу тог такмичења. Он је, затим, неколико дана касније, био стрелац и на утакмици 9. кола Друге лиге Бугарске, када је погодио из једанаестерца у победи од 2:0 над Каријаном из Ердена. До краја календарске 2018, Крстевски је за Локомотиву одиграо 10 лигашких и две куп утакмице, укључујући и сусрет осмине финале тог такмичења, против екипе градског ривала, Септембра. Крстевски је, такође, половину од одиграних утакмица започео на терену, док је на осталим суретима у игру улазио са клупе. Услед ограничене минутаже, Крстевски је почетком наредне године напустио клуб и вратио се у Србију.

### Црвена звезда
Један дан након писања медија о могућем ангажману Крстевског у београдској Црвеној звезди, клуб је на свом званичном налогу на друштвеној мрежи Твитер објавио да је нападач потписао трогодишњи уговор, до краја 2021. Крстевски је, на тај начин, приступио трећем различитом клубу током такмичарске 2018/19, док је одмах затим прослеђен развојном тиму Црвене звезде, Графичару са Сењака.
Освојивши прво место на табели Српске лиге Београд, Крстевски се са екипом Графичара пласирао у Прву лигу Србије. Са екипом је, затим, започео летње припреме исте године, али је касније променио клуб, те је уступљен Работничком за сезону 2019/20. у Првој лиги Македоније. У том клубу задужио је дрес са бројем 99.

## Статистика

#### Клупска
| Клуб                     | Сезона   | Лига                 | Лига    | Лига   | Национални куп | Национални куп | Европа  | Европа | Остало  | Остало | Укупно  | Укупно |
| Клуб                     | Сезона   | Дивизија             | Наступа | Голова | Наступа        | Голова         | Наступа | Голова | Наступа | Голова | Наступа | Голова |
| ------------------------ | -------- | -------------------- | ------- | ------ | -------------- | -------------- | ------- | ------ | ------- | ------ | ------- | ------ |
| Војводина                | 2015/16. | Суперлига Србије     | 0       | 0      | 0              | 0              | —       | —      | —       | —      | 0       | 0      |
| Војводина                | 2016/17. | Суперлига Србије     | 0       | 0      | —              | —              | 0       | 0      | —       | —      | 0       | 0      |
| Војводина                | Укупно   | Укупно               | 0       | 0      | 0              | 0              | 0       | 0      | —       | —      | 0       | 0      |
| Пролетер Нови Сад        | 2016/17. | Прва лига Србије     | 21      | 6      | 1              | 0              | —       | —      | —       | —      | 22      | 6      |
| Пролетер Нови Сад        | 2017/18. | Прва лига Србије     | 9       | 2      | —              | —              | —       | —      | —       | —      | 9       | 2      |
| Пролетер Нови Сад        | 2018/19. | Суперлига Србије     | 2       | 1      | —              | —              | —       | —      | —       | —      | 2       | 1      |
| Пролетер Нови Сад        | Укупно   | Укупно               | 32      | 9      | 1              | 0              | —       | —      | —       | —      | 33      | 9      |
| Борац Шајкаш (позајмица) | 2017/18. | Војвођанска лига Југ | 14      | 9      | —              | —              | —       | —      | 2       | 1      | 16      | 10     |
| Локомотива Софија        | 2018/19. | Друга лига Бугарске  | 10      | 1      | 2              | 1              | —       | —      | —       | —      | 12      | 2      |
| Каријера                 | Каријера | Каријера             | 56      | 19     | 3              | 1              | 0       | 0      | 2       | 1      | 61      | 20     |

- Ажурирано 17. јануара 2019. године.[56]

## Трофеји и награде
Пролетер Нови Сад
- Прва лига Србијеː 2017/18.[35]